# Neznělá alveolopalatální frikativa
Neznělá alveolopalatální frikativa je souhláska, která se vyskytuje v některých jazycích. V mezinárodní fonetické abecedě se označuje symbolem ɕ, číselné označení IPA je 182, ekvivalentním symbolem v SAMPA je s\.

## Charakteristika
- Způsob artikulace: třená souhláska (frikativa), patřící mezi sykavky. Vytváří se pomocí úžiny (konstrikce), která se staví do proudu vzduchu, čímž vzniká šum – od toho též označení úžinová souhláska (konstriktiva).
- Místo artikulace: dásňopatrová souhláska (alveolopalatála). Úžina se vytváří mezi jazykem a dásňovým obloukem a zároveň i tvrdým patrem. Přiblížení hřbetu jazyka k tvrdému patru je těsnější než u ʃ.
- Znělost: neznělá souhláska – při artikulaci jsou hlasivky v klidu. Znělým protějškem je ʑ.
- Ústní souhláska – vzduch prochází při artikulaci ústní dutinou.
- Středová souhláska – vzduch proudí převážně přes střed jazyka spíše než přes jeho boky.
- Pulmonická egresivní hláska – vzduch je při artikulaci vytlačován z plic.

## V češtině
V češtině se tato hláska nevyskytuje.

## V jiných jazycích

### Polština
V polštině je tato hláska zaznamenávána jako tzv. měkké Ś, ś (srovnej tvrdé sz [ʂ]). Vyslovuje se tak i psané /s/ před /i/: si [ɕi]. Ve skupinách sia, sie, sio, siu [ɕa, ɕɛ, ɕɔ, ɕu] se /i/ nevyslovuje, ale měkčí předchozí /s/.

### Slovenština
V slovenštině se tahle hláska vyskytuje ve východních nářečích, kde zcela nahrazuje ʂ používáno jak ve spisovném jazyce, tak i v ostatních nářečích. Historicky byla táto hláska psaná jako ś, po vzoru polské abecedy.

### Švédština
V některých švédských nářečích se takto vyslovuje psané tj, kj, též k před předními samohláskami. V některých nářečích se vyslovuje afrikované [tɕ]. (V učebnicích a slovnících se často pro zjednodušení poněkud nepřesně uvádí výslovnost [č]).